# U 1 (тип підводних човнів Німеччини)
| U-1                        |                                                |                                                |
|                            |                                                |                                                |
|                            |                                                |                                                |
| Під прапором               | Німецька імперія                               | Німецька імперія                               |
| Спуск на воду              | 4 квітня 1905 (1 човен)                        | 4 квітня 1905 (1 човен)                        |
| Виведений зі складу флоту  | 19 лютого 1919                                 | 19 лютого 1919                                 |
| Сучасний статус            | став музейним експонатом                       | став музейним експонатом                       |
| Проєкт                     |                                                |                                                |
| Розробник проєкту          | Germaniawerft, Кіль                            | Germaniawerft, Кіль                            |
| Основні характеристики     |                                                |                                                |
| Швидкість (надводна)       | 10,8 вузлів (20 км/год)                        | 10,8 вузлів (20 км/год)                        |
| Швидкість (підводна)       | 8,7 вузлів (16,1 км/год)                       | 8,7 вузлів (16,1 км/год)                       |
| Гранична глибина занурення | 30 м                                           | 30 м                                           |
| Автономність плавання      | 1 діб                                          | 1 діб                                          |
| Екіпаж                     | 12 осіб (2 офіцери)                            | 12 осіб (2 офіцери)                            |
| Розміри                    |                                                |                                                |
| Довжина найбільша (по КВЛ) | 42,39 м                                        | 42,39 м                                        |
| Ширина корпусу найб.       | 3,75 м                                         | 3,75 м                                         |
| Середня осадка (по КВЛ)    | 3,17 м                                         | 3,17 м                                         |
| Водотоннажність надводна   | 234 (238)т                                     | 234 (238)т                                     |
| Озброєння                  |                                                |                                                |
| Торпедно- мінне озброєння  | 1 носовий ТА калібру 17.5" (450-мм), 3 торпеди | 1 носовий ТА калібру 17.5" (450-мм), 3 торпеди |
| Зображення на Вікісховищі  |                                                |                                                |

 U 1 (тип підводних човнів Німеччини)  — перший німецький підводний човен замовлений для ВМФ Німецької імперії. Замовлений 3 грудня 1904 року, закладений в жовтні 1905, спущений на воду 4 серпня 1906, переданий флоту 14 грудня 1906 року, виведений з флоту 19 лютого 1919.
В часи  Першої світової війни вважався вже застарілим і використовувався тільки як навчальний

## Конструкція
Човен був спроєктований іспанським інженером Раймондо Лоренцо (Raimondo Lorenzo d'Equevilley Montjustin), який працював в німецькій компанії Круппа, на базі човнів типу «Карп». В ньому появилися баластні цистерни, замість занурення на рулях завдяки швидкості човна. Був більший діаметр міцного корпусу і сам цей корпус був посилений. Замість бензинового двигуна був встановлений гасовий, з метою запобігання пожеж, котрі часто траплялися на попередніх типах човнів.

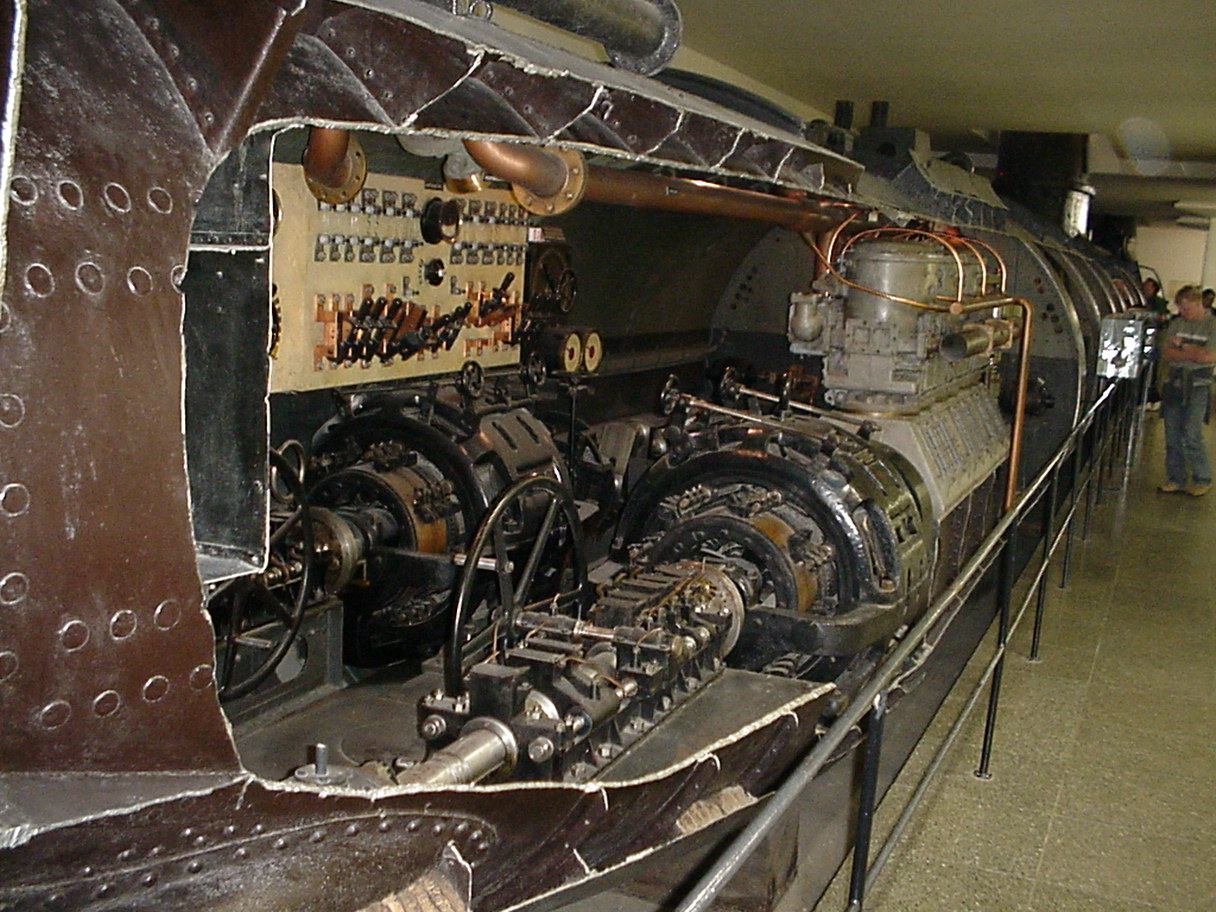
U 1 в музеї

Електричні двигуни Körting не могли змінювати швидкість обертання, тому на човні «U-1» були встановлені гребні гвинти з регульованим кутом обертання, але ця система виявилася неприйнятною і більше вже ніколи не використовувалася на інших човнах.

## Історія
Будівництво човна було розпочато восени 1904 року. А ходові випробування були розпочаті в серпні 1906 року, на рік пізніше запланованого.
Зазнавши зіткнення під час навчань в 1919 році човен був проданий музею в Мюнхені, де був відновлений і виставлений як музейний експонат. Велика частина правої частини корпусу була видалена, аби відвідувачі могли бачити внутрішню частину човна.